# Vladimír Clementis

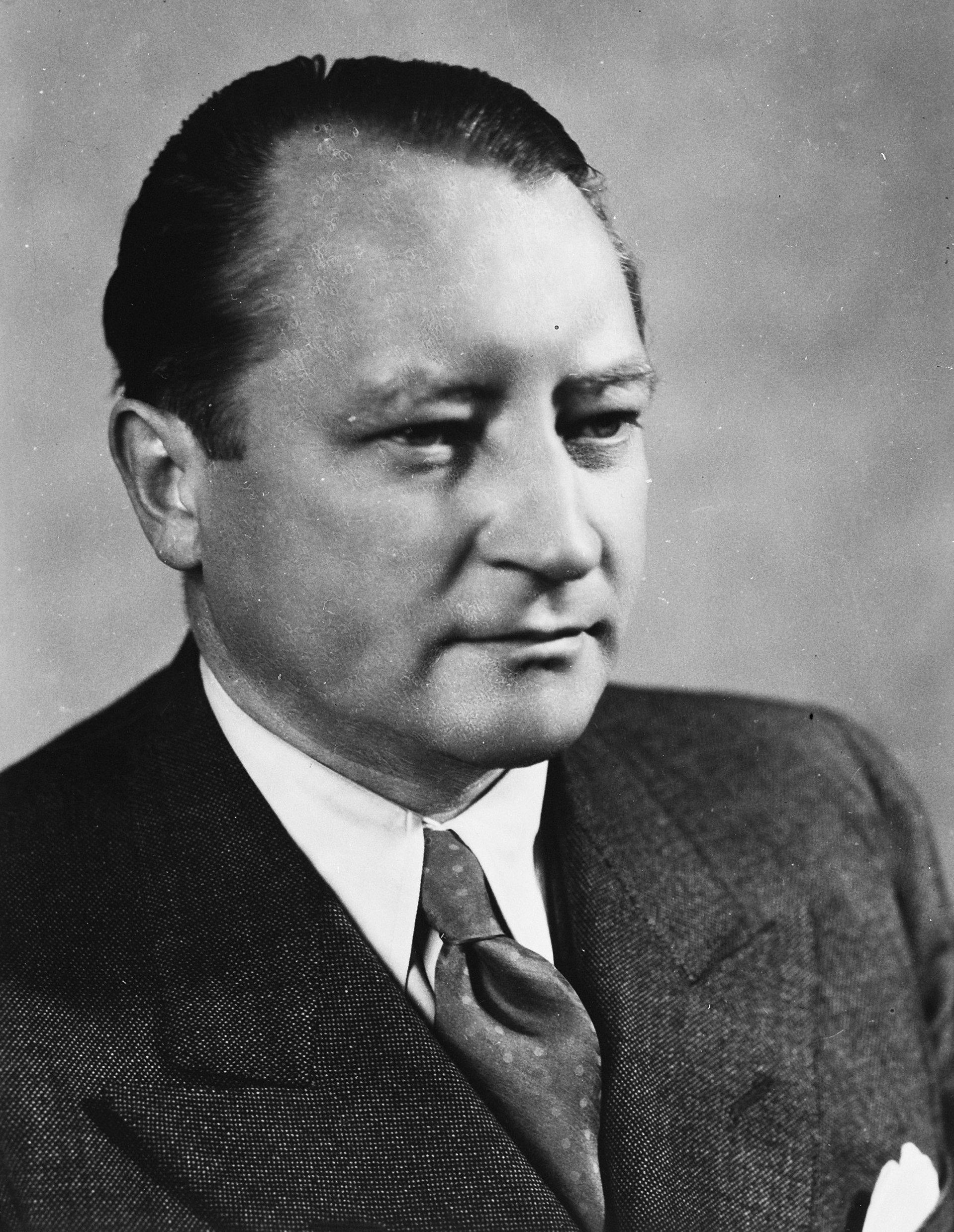
Vladimír Clementis

Vladimír Clementis, auch Vlado Clementis genannt, (* 20. September 1902 in Tisovec, Österreich-Ungarn, heute Slowakei; † 3. Dezember 1952 in Prag) war ein slowakischer Politiker, Jurist, Autor und Übersetzer. Clementis war nach dem Zweiten Weltkrieg Außenminister der Tschechoslowakei. Der kommunistische Politiker wurde 1952 in einem Schauprozess zum Tode verurteilt.

## Leben
Clementis besuchte zuerst die slowakische evangelische Volksschule in Tisovec und dann das achtjährige Gymnasium in Skalica. Danach studierte er ab 1921 Jura an der Karls-Universität Prag, wo er später den Doktortitel erlangte und sich auch zum ersten Mal in der sozialistischen Bewegung engagierte. Eine Vereinigung der slowakischen sozialistischen Studenten wurde 1922 begründet, die sich den Studien des Marxismus und der russischen Kunst widmete. Clementis wurde zum inoffiziellen Führer dieser Gruppe. Er gründete 1924 auch ein Literaturmagazin namens DAV, von dem auch die Bezeichnung davisti für eine Reihe linksorientierter slowakischer Autoren abgeleitet wurde. Im selben Jahr wurde er Mitglied der Kommunistischen Partei der Tschechoslowakei (KSČ).
Nach dem Studienabschluss arbeitete Clementis von 1925 bis 1930 als juristischer Konzipient und anschließend von 1931 bis 1939 als Anwalt in Bratislava. Zwischen 1935 und 1938 war er Mitglied des tschechoslowakischen Abgeordnetenhauses für die KSČ.
Nachdem die Kommunistische Partei ihre Aktivitäten aufgrund des Münchner Abkommens im November 1938 einstellen musste, emigrierte Clementis über Polen und die Sowjetunion nach Frankreich. Nach dem Ausbruch des Zweiten Weltkriegs wurde er als Enemy alien von den französischen Behörden interniert. Weil er sich freiwillig zur Tschechoslowakischen Armee in Frankreich meldete, wurde er aus der Haft entlassen. Infolgedessen, aber auch wegen seiner Kritik am Deutsch-sowjetischen Nichtangriffspakt und dem Winterkrieg zwischen der Sowjetunion und Finnland wurde er aus der KSČ ausgeschlossen. Dann emigrierte er mit seiner Gruppe nach London, wo sie zunächst interniert wurden, und arbeitete für den Tschechoslowakischen Rundfunk in London als Journalist und Sprecher.
1945 kehrte Clementis in die Tschechoslowakei zurück, wurde erneut in die KSČ aufgenommen und zum Staatssekretär des Außenministeriums in der Regierung Klement Gottwald I ernannt. Kurz nach der Machtübernahme der KSČ in der Tschechoslowakei 1948 erhielt er das Amt des Außenministers (1948–1950) und die Mitgliedschaft im Zentralkomitee der Kommunistischen Partei (1949–1951). Ende Januar 1951 wurde Clementis inhaftiert, ein Jahr später im November 1952 im Rahmen des Slánský-Prozesses vor dem neu errichteten Staatsgericht zum Tode verurteilt und am 3. Dezember 1952 in Prag hingerichtet. 1963 rehabilitiert die KSČ ihn.
Briefe mit seiner Frau in der Haft (Clementis war nur drei Zellen weiter eingesperrt wie seine Frau Lida, ohne dass Clementis davon wusste) sind veröffentlicht in dem Buch In grenzenloser Unempfindlichkeit. Briefe und Zeugnisse von Menschen, die ihren Tod erwarten von Edwin Shneidmann, Kindler, München 1987, S. 142–150.

## Schriften
Clementis war Publizist und Autor mehrerer Reportagen und politischer Beiträge in verschiedenen Zeitschriften.
Publizistische Werke:
- 1942: Usmerňované Slovensko (Gelenkte Slowakei)
- 1943: Medzi nami a Maďarmi (Zwischen uns und Ungarn)
- 1943: Panslavizmus kedysi a teraz (Panslawismus gestern und heute)
- 1943: Slováci a Slovanstvo (Die Slowaken und das Slawentum)
- 1945: Československá zahraničná politika (Außenpolitik der Tschechoslowakei)
- 1946: Slovanstvo kedysi a teraz (Das Slawentum früher und heute)
- 1947: Odkazy z Londýna (Hinweise aus London)

## Trivia
Der tschechische Exilautor Milan Kundera eröffnete seinen 1979 erschienenen Roman Das Buch vom Lachen und Vergessen (Kniha smíchu a zapomnění) mit einer Anekdote zu Clementis und Gottwald. Kundera schilderte eine Szene vom Februarumsturz 1948, nachdem die Kommunisten in der Tschechoslowakei die Alleinherrschaft übernommen hatten. Gottwald tritt darin von Genossen umringt auf den Balkon eines Prager Barockpalais, um zur Bevölkerung zu sprechen. Clementis leiht ihm zum Schutz gegen die Februarkälte seine Lammfellmütze. Als Clementis vier Jähre später in Ungnade fällt und gehängt wird, retuschiert die Propaganda-Abteilung die Balkon-Fotos und entfernt Clementis von den Aufnahmen. Am Ende erinnert nur noch die Pelzmütze auf dem Kopf des kommunistischen Diktators an den hingerichteten Genossen.